# Tableau Software

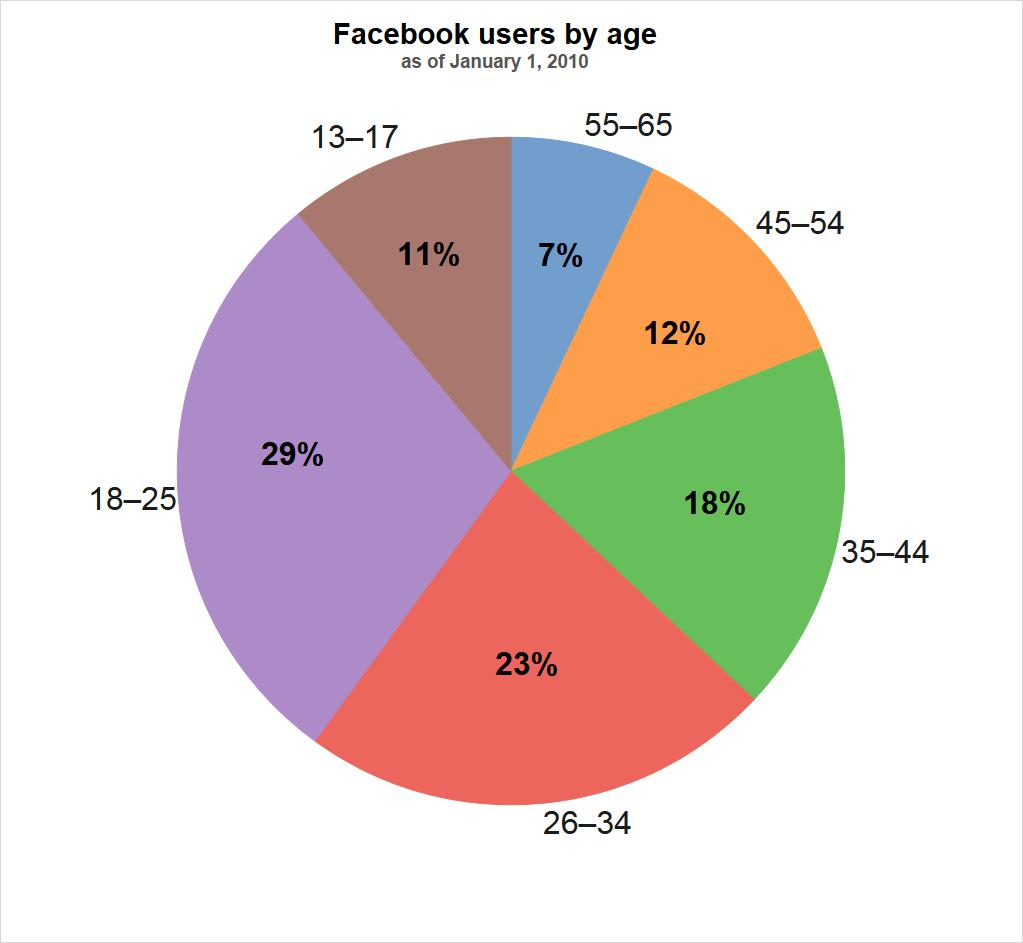
Gráfico de torta creado por Tableau Software

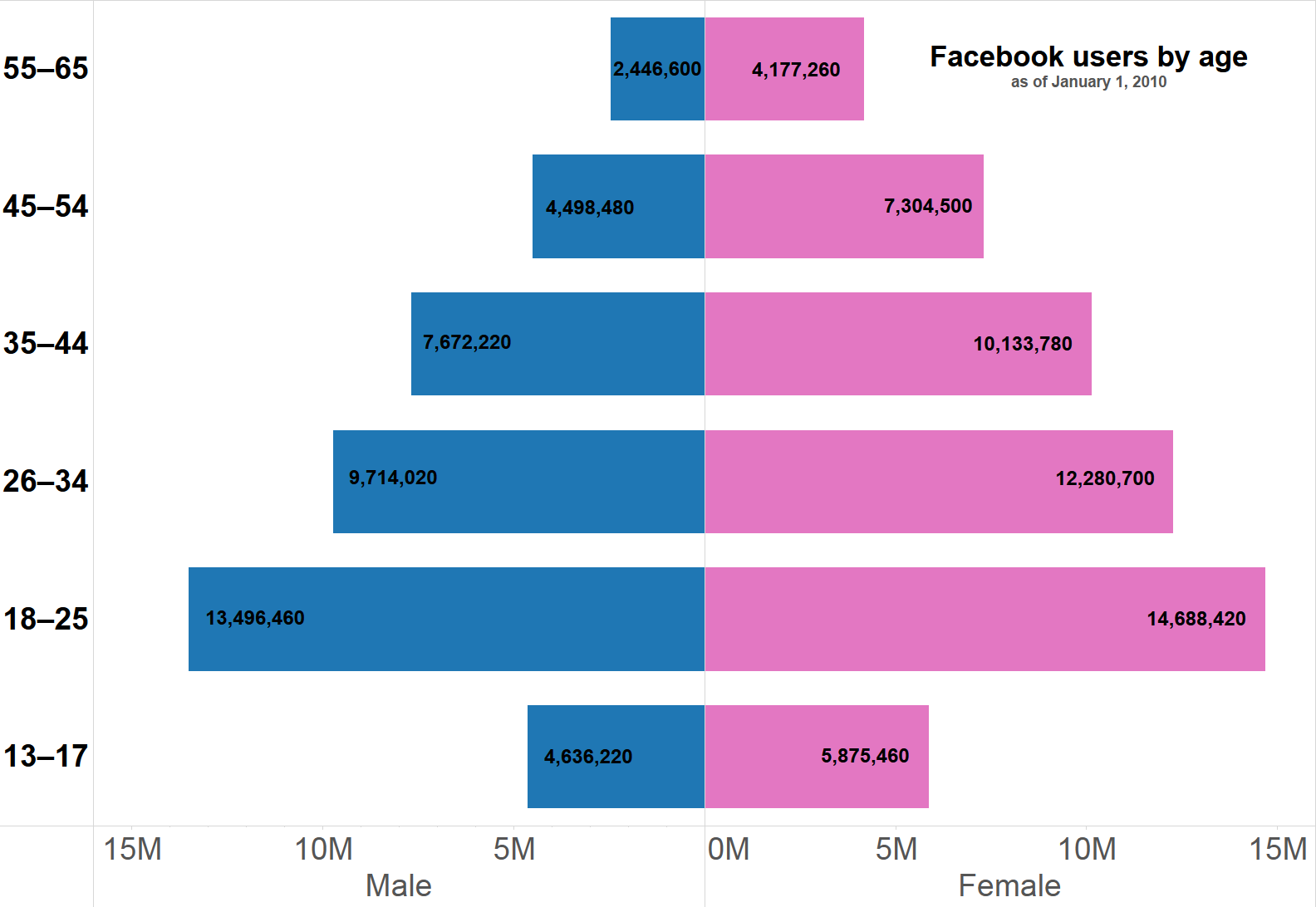
Pirámide de poblaciones creado por Tableau Software

Tableau Software es una empresa de software con su sede principal en Seattle, Estados Unidos, la cual desarrolla productos de visualización de datos interactivos que se enfocan en inteligencia empresarial. Inició para comercializar investigaciones, las cuales se hicieron en el departamento de ciencias de la computación en la Universidad Stanford entre 1999 y 2002. Se fundó en Mountain View, California en enero de 2003 por Chris Stolte, quién especializaba en técnicas de visualización para explorar y analizar bases de datos relacionales y cubos de datos., Christian Chabot and Pat Hanrahan combinaron un idioma estructurado de búsqueda por bases de datos con un lenguaje descriptivo para representar gráficos, además de inventar un lenguaje visual de bases de datos que se llama VizQL. VizQL formó el núcleo del sistema Polaris, una interfaz para explorar bases de datos grandes y multidimensionales. El producto busca dentro de bases de datos relacionales, cubos OLAP, bases de datos en la nube y hojas de cálculo y luego se genera un número de tipos de gráficos. 
Tableau contiene una funcionalidad de mapas, y se puede trazar cualquier coordenadas de latitud y longitud. Ha sido criticado por estar demasiado centrado en los Estados Unidos. Ofrecen geocodificación personalizada y también cinco formas de acceder a sus productos: Escritorio (ediciones profesional y personal), servidor, en línea, lector, y público. Estos últimos dos son gratis por el usuario.
El 2 de diciembre de 2010 Tableau retiró sus visualizaciones de las filtración de documentos diplomáticos de los Estados Unidos de WikiLeaks, alegando presiones políticas del Joe Lieberman.
En 10 de junio de 2019 se confirmó que Tableau era adquirida por Salesforce. El acuerdo, según anunciaron, permitía fusionar al líder en CRM con la plataforma de análisis más importante del mercado, posibilitando brindar nuevas capacidades a sus respectivas comunidades.

## Comunidad
Existen las Tableau Community donde los usuarios pueden interactuar con otros usuarios para aprender y ayudarse a través de foros en línea  y grupos locales repartidos en más de 50 países llamados Tableau User Groups
En Tableau Public los usuarios publican sus propias visualizaciones a modo de galería pública.

## Reconocimientos
Tableau es reconocida como una de las principales herramientas para el análisis e inteligencia de negocio en el informe Cuadrante Mágico de la consultoría americana Gartner Inc